# سانت أنجيلو داليف
سانت أنجيلو داليفي (بالإيطالية: Sant'Angelo d'Alife) هي بلدية في محافظة كازيرتا بمنطقة كامبانيا في إيطاليا. تقع على بُعد حوالي 60 كيلومترًا (37 ميلًا) شمال نابولي، وحوالي 35 كيلومترًا (22 ميلًا) شمال كازيرتا.
تجاور بلدية سانت أنجيلو داليفي البلديات التالية: أليف، بايا إي لاتينا، بيديمونتي ماتيز، بييترافيرانو، رافي سكانينا، سان جريجوريو ماتيزي، فالي أغريولا.
تُعتبر سانت أنجيلو داليفي مسقط رأس جد المغني الأمريكي ديون ديموتشي، بينديتو.